# It's Good
It's Good est une chanson par le rappeur américain Lil Wayne. C'est le cinquième single issu de son neuvième album studio, Tha Carter IV.
La chanson est en collaboration avec le rappeur canadien Drake et le rappeur américain Jadakiss. 
It's Good a été produite par Young Ladd ainsi que  Cool & Dre. Le single est sorti aux États-Unis le 13 septembre 2011 en téléchargement digital. 

## Classement
| Chart (2011)                 | Meilleur position |
| ---------------------------- | ----------------- |
| États-Unis Billboard Hot 100 | 79                |